# Райхерт, Людвиг Адольфович
Людвиг Адольфович Райхерт (25 сентября 1941, Долина — 5 сентября 2003, Люберцы, Московская область) — советский и российский ученый, конструктор и изобретатель немецко-польского происхождения в области бурения нефтяных и газовых скважин. Кандидат технических наук.

## Биография
С 1958 по 1959 гг. работал дизелистом, помощником бурильщика Болеховской конторы бурения треста «Прикарпатнефть».
В 1964 году окончил Львовский политехнический институт по специальности «Разработка нефтяных и газовых месторождений» и на протяжении последующих двух лет занимал должности бурильщика, бурового мастера, инженера Евпаторийской конторы разведочного бурения треста «Крымнефтегазразведка».
В 1966 г. Людвиг Адольфович Райхерт возвратился в г. Долину, где работал инженером, а с 1968 г. — начальником буровой Болеховской конторы бурения. С 1969 г. и до последних дней жизни трудился во ВНИИБТ (с 1996 г. — ОАО НПО «Буровая Техника»); до 1975 года в Ивано-Франковском отделении, а затем в г. Москва.
В период с 1976 по 1979 гг. Л. А. Райхерт занимал должность старшего научного сотрудника лаборатории роторного и турбинного бурения, с 1976 по 1987 гг. — заведующий сектором нестандартного оборудования, с 1987 по 1999 гг. — ведущий научный сотрудник сектора компоновки низа бурильной колонны отдела породоразрушающего бурового инструмента. На протяжении последующих четырёх лет возглавлял отдел керноотборного инструмента и технических средств для бурения скважин.
В 1974 году защитил кандидатскую диссертацию во ВНИИБТ по теме «Исследование процесса расширения опережающего ствола при бурении скважин большого диаметра: на примере месторождений Прикарпатья».

## Деятельность
Под научным руководством Людвига Адольфовича Райхерта в Прикарпатье была пробурена самая глубокая на тот момент в Европе скважина Шевченковская −1, разработана и внедрена технология бурения скважин большого диаметра совмещенным турбинно-роторным способом, с помощью которой только на Украине за 25 лет было пробурено больше 300 тыс. м горных пород.

При непосредственном участии Л. А. Райхерта было сконструировано несколько десятков новых технических средств для бурения и ремонта скважин, а также проведено множество промысловых испытаний турбобуров, электробуров, ступенчатых расширителей, спиральных калибраторов и другого оборудования.
Л. А. Райхерт был одним из немногих ученых, который всегда присутствовал объектах бурения скважин при внедрении разработанных им технологий и совместно с буровиками решал сложные производственные задачи.

Л. А. Райхерт принимал активное участие в бурении самой глубокой скважины в мире на Кольском полуострове (Кольская сверхглубокая скважина. Глубина 12 262 м).
За высокий профессионализм неоднократно был награждён государственными наградами, среди которых — медаль «За доблестный труд. В ознаменование 100-летия со дня рождения Владимира Ильича Ленина», медаль «Ветеран труда», золотая медаль ВДНХ СССР, почетные грамоты Министерства топлива и энергетики Российской Федерации и Министерства промышленности, науки и технологий Российской Федерации, лауреат премии имени И. М. Губкина, Почетный работник топливно -энергетического комплекса РФ, Заслуженный изобретатель и рационализатор СССР, Почетный нефтяник Российской Федерации.

## Научные труды
Автор 75 научных трудов, в том числе 30 авторских свидетельств и патентов на изобретения СССР и Российской Федерации.
Наиболее известные работы и публикации:
1. Р. С. Яремийчук, Л. А. Райхерт. Бурение стволов большого диаметра / М.: Недра, 1977—174 с.
2. Мессер А. Г, Райхерт Л. А. Новые технические средства и технологии, разработанные ВНИИБТ для строительства глубоких скважин — М.: Вестник Ассоциации буровых подрядчиков, 2000. — № 3.

Автор и соавтор основных патентов на изобретения:
1. Л. А. Райхерт, Г. P. Голубев, А. В. Орлов и В. А. Липский. Устройство для отворачивания труб в скважине (№ 794185 от 03.04.1978).
2. В. А. Липский, А. В. Орлов и Л. А. Райхерт. Соединительный узел вала роторабурового станка. (№ 846707 от 29.10.1979).
3. П. И. Сидоренко, Л. А. Райхерт, И. В. Плахетко. Роторный моментометр (№ 872988 от 13.12.1979).
4. Л. А. Райхерт, Б. Я. Антонов, В. Д. Поташников и И. М. Фрыз Шарнирная муфта преимущественно для бурильной колонны (№ 1070294 от 16.10.1981).
5. Л.A. Райхерт, В. Д. Поташников и С. В. Терентьев. Роторный моментомер (№ 1541379 от 29.04.1982).
6. В. И. Векерик, Л. А. Райхерт, С. В. Ненашев, Б. Д. Борисевич и Я. В. Стрипчук. Регулятор динамического режима работы долота и бурильной колонны (№ 1151658 от 20.05.1982).
7. Л. А. Райхерт, И. А. Власов и B. Д. Поташников. Способ вращательного бурения скважин забойным гидравлическим двигателем (№ 1114777 от 29.10.1982).
8. Л. А. Райхерт, В. Д. Поташников, К. И. Хазаржан и В. П. Посажников. Роторный моментометр (№ 1046488 от 29.04.1983).
9. Л. A. Райхерт, A. В. Орлов, В. Д. Поташников, Й. М. Фрыз и В.A. Взородов. Ступенчатый буровой снаряд (№ 1049647 от 23.10.1983).
10. В. Б. Мазурин, Л. А. Райхерт, В. Д. Поташников, Е. А. Рыкова и Л. И. Власенко. Вертлюг для роторного моментомера (№ 1148980 от 03.10.1983).
11. В. Д. Поташников, Л. А. Райхерт и И. М. Фрыз. Буровой снаряд (№ 1585488 от 27.03.1984).
12. И. М. Фрыз, В. Д. Поташников, Л. А. Райхерт и Ю. С. Бозырев. Ступенчатый буровой снаряд (№ 1590535 от 29.05.1984).
13. Л. А. Райхерт, С. В. Терентьев, М. Г. Абрамсон, В. И. Поздняков и У. Н. Якимчук. Расширитель скважин (№ 1298328 от 31.07.1985).
14. Ю. А. Сазонов, Ю. В. Зайцев, А. А. Раабен, Л. А. Райхерт и А. Г. Чернобыльский. Устройство для бурения скважин (№ 1474252 от 12.02.1986).
15. Л. А. Райхерт, В. И. Авилов, Ю. P. Иоанесян, Э. А. Караханов и Н. Х. Яхин. Наддолотный утяжелитель (№ 1502798 от 30.07.1987).
16. Т. Г. Агошашвили, А. Г. Мессер, Л. А. Райхерт и В. И. Поздняков. Расширитель скважин (№ 1599516 от 26.07.1988).
17. Л. А. Райхерт и В. И. Поздняков. Расширитель скважин (№ 1609936 от 07.09.1988).
18. Л. А. Райхерт, В. Д. Поташников и И. М. Фрыз. Способ уменьшения зенитного угла скважины ступенчатым буровым снарядом (№ 1624114 от 30.01.1991).
19. Л. А. Райхерт, Т. Г. Агошашвили и А. Г. Мессер. Шарошечный расширитель-стабилизатор (№ 1652501 от 30.05.1991).
20. Л. А. Райхерт и В. И. Поздняков. Расширитель скважины (№ 1680923 от 30.09.1991).
21. С. П. Кривоненков, Я. В. Кунцяк, Л. А. Райхерт, С. Л. Райхерт, Я. А. Эдельман. Шарошечное колонковое долото (№ 2021470 от 28.06.1991).
22. С. П. Кривоненков, А. Г. Мессер, Л. А. Райхерт, С. Л. Райхерт, Я. А. Эдельман. Буровой инструмент (№ 2021470 от 27.06.1991).
23. А. Г. Мессер, Л. А. Райхерт, С. Л. Райхерт, Г. П. Чайковский. Расширитель режущего типа (№ 2166606 от 02.03.2000).